# 三重県道693号蔵持霧生線
三重県道693号蔵持霧生線（みえけんどう693ごう くらもちきりゅうせん）は、三重県名張市から伊賀市に至る一般県道である。

## 概要
名張市蔵持町里から伊賀市霧生に至る。

### 路線データ
- 起点：三重県名張市蔵持町里（蔵持交差点、三重県道57号上野名張線交点）
- 終点：三重県伊賀市霧生（字長刎92番地先[1][2]：霧生交差点、三重県道29号松阪青山線交点）
- 総延長：22,174.30 m

## 歴史
- 1959年（昭和34年）
  - 1月25日  - 「一般県道693号長瀬蔵持停車場線」として認定[3]

起点：三重県名張市大字長瀬
終点：蔵持停車場
  - 3月31日 - 道路区域の決定[4]
- 5月19日 - 道路の供用開始[5]
三重県名張市長瀬字中出1470の3番地先から三重県名張市下比奈知字西垣内1915番地先を経て三重県名張市蔵持甲字原の前376番地先まで（延長11.79 km）
- 1995年（平成7年）4月1日
  - 「一般県道693号長瀬蔵持停車場線」と「一般県道768号長瀬霧生線」を廃止[6]
  - 「一般県道693号蔵持霧生線」として認定[7]

起点：三重県名張市
終点：三重県名賀郡青山町
  - 道路区域の決定、供用の開始[8]（路線を延長、起点・終点を入れ替え）

三重県名張市蔵持甲字北の前2120番1地先から三重県名賀郡青山町霧生字長刎92番地先まで（延長22,174.30 m）
- 2007年（平成19年）4月1日 - 自治体合併に伴う変更[9]

起点：変更なし
終点：三重県伊賀市

##### 重複区間
- 三重県道691号名張青山線（名張市富貴ケ丘4番町・富貴ケ丘交差点 - 名張市下比奈知）
- 国道368号・国道422号（名張市長瀬）
- 三重県道39号青山美杉線（伊賀市高尾）
- 伊賀コリドール（伊賀市高尾 - 伊賀市霧生）

### 道路施設

#### 橋梁
- 宮橋（シャックリ川、名張市）
- 四間橋（名張川、名張市）
- 花瀬橋（花瀬川、名張市）

#### 通過する自治体
- 三重県
  - 名張市 - 伊賀市

### 交差する道路
| 交差する道路                                  | 市町村名 | 交差する場所  | 交差する場所      |
| --------------------------------------------- | -------- | ------------- | ----------------- |
| 三重県道57号上野名張線 / 名張街道             | 名張市   | 蔵持町里      | 蔵持交差点 / 起点 |
| 国道165号 / 初瀬街道                          | 名張市   | 蔵持町原出    | [ 注釈 1 ]        |
| 三重県道691号名張青山線 重複区間起点          | 名張市   | 富貴ケ丘4番町 | 富貴ケ丘交差点    |
| 三重県道691号名張青山線 重複区間終点          | 名張市   | 下比奈知      |                   |
| 三重県道694号布生夏見線                       | 名張市   | 布生          | 布生交差点        |
| 国道368号 重複区間起点 国道422号 重複区間起点 | 名張市   | 長瀬          |                   |
| 国道368号 重複区間終点 国道422号 重複区間終点 | 名張市   | 長瀬          |                   |
| 三重県道39号青山美杉線 重複区間起点           | 伊賀市   | 高尾          |                   |
| 三重県道39号青山美杉線 重複区間終点           | 伊賀市   | 高尾          |                   |
| 伊賀コリドール 重複区間起点                   | 伊賀市   | 高尾          |                   |
| 伊賀コリドール 重複区間終点                   | 伊賀市   | 霧生          |                   |
| 伊賀コリドール                                | 伊賀市   | 霧生          |                   |
| 三重県道29号松阪青山線 伊賀コリドール 重複    | 伊賀市   | 霧生          | 霧生交差点 / 終点 |

### 交差する鉄道
- 近鉄大阪線

### 沿線
- 近鉄大阪線 桔梗が丘駅（起点付近）
- 名張市立蔵持小学校
- 名張警察署
- フジモリプラケミカル 名張工場
- TOTOオキツモコーティングス 技術開発部
- LIXIL 名張工場
- 比奈知郵便局
- 名張市立比奈知小学校
- 名張市立南中学校
- 名張中央公園
- サウスカントリー倶楽部
- 国津郵便局